# هنریک اگرسبورگ
هنریک اگرسبورگ (انگلیسی: Henrik Agersborg; ۵ ژوئیهٔ ۱۸۷۲ – ۲۳ مهٔ ۱۹۴۲) قایقران قایق بادبانی اهل نروژ بود.